# Северноамериканска футболна лига
Северноамериканската футболна лига е най-високото ниво на футбола в САЩ и Канада между 1967 и 1984 г. Пикът на нейната популярност е в края на 70-те години, когато в нея играят световни звезди като Пеле, Джорджо Киналия, Франц Бекенбауер, Йохан Кройф, Боби Мур, Джордж Бест, Герд Мюлер и др. Паралелно с футболния сезон се провежда и първенство по футзал.

## История
Лигата възниква на 7 декември 1967 г. като обединение на Обединената футболна асоциация и Националната професионална футболна лига. В първия сезон (1968) участват 17 отбора, но предимно играят чужденци. Първата голяма звезда в лигата е Вава, който облича екипа на Сан Диего Торос. За да привлекат по-голям интерес към футбола в страната, Северноамериканската футболна лига изменя някои правила: например за победа се дават 6 точки, а за равенство – 3; от 1974 г. равните в редовното време мачове се решават след изпълнение на дузпи. Двубоите от лигата се излъчват по канал CBS, но след като през 1969 от 17 тима остават само 5, телевизионното излъчване е спряно.
В началото на 70-те години Северноамериканската лига е полупрофесионална. Интересът расте след като през 1973 г. вратарят на шампионите от Филаделфия Атомс Боб Ригби се появява на корицата на Sports Illustrated. Количеството отбори също расте и достига 15 през 1974 г. и 20 през 1975 г. Отбори като Сан Хосе Ърткуейкс, Ванкувър Уайткепс и Сиатъл Саундърс събират публика от над 10 000 души средно на мач.
Трансферът на Пеле в Ню Йорк Космос през юни 1975 г. предизвиква истинска революция. Посещаемостта на мачовете на Космос се увеличава трикратно, бразилската звезда се превръща в марков играч на Северноамериканската лига – 10 милиона души гледат дебюта на Пеле в САЩ по CBS. Ню Йорк Космос се превръща в най-успешния отбор, като за периода на съществуването си печели титлата 5 пъти. Освен Пеле екипа на нюйоркчани носят Франц Бекенбауер, Джорджо Киналия, Карлос Алберто Торес. Също през 1975 г Еузебио преминава в Торонто Близард, Питър Бонети пази за Сейнт Луис Старс.
Експанзията на Лигата продължава като Лос Анджелис Ацтекс подписва с Джордж Бест през 1976 г. През 1979 г. пък за „Актеките“ играе Йохан Кройф, а треньор на тима е Ринус Михелс. В началото на 80-те години обаче поради икономическата криза в САЩ много от клубовете губят пари и поради невъзможността да привличат големи звезди, започват да разчитат на местни футболисти. Количеството тимове обаче намалява поради банкрути и от 24 през 1980 г. достига до едва 9 през финалния си сезон през 1984 г.
Между 2011 и 2017 г. функционира Северноамериканска футболна лига, която е втора по сила във футболната пирамида на САЩ, след Мейджър Лийг Сокър.

## Шампиони
| Година | Шампион (брой титли)        | Финалист                 | Лидер в редовния сезон   | Голмайстор       | Треньор                        |
| ------ | --------------------------- | ------------------------ | ------------------------ | ---------------- | ------------------------------ |
| 1968   | Атланта Чийфс (1)           | Сан Диего Торос          | Сан Диего Торос          | Януш Ковалик     | Фил Улсман                     |
| 1969   | Канзас Сити Спърс (1)       | Атланта Чийфс            | Канзас Сити Спърс        | Кайзер Мотаунг   | Янош Бедл                      |
| 1970   | Рочестър Лансърс (1)        | Вашингтон Дартс          | Вашингтон Дартс          | Кърк Апостолидис | Сал ДеРоса                     |
| 1971   | Далас Торнадо (1)           | Атланта Чийфс            | Рочестър Лансърс         | Карлос Метидиери | Рон Нюман                      |
| 1972   | Ню Йорк Космос (1)          | Сейнт Луис Старс         | Ню Йорк Космос           | Ранди Хортън     | Гордън Брадли                  |
| 1973   | Филаделфия Атомс (1)        | Далас Торнадо            | Далас Торнадо            | Кайл Роут        | Ал Милър                       |
| 1974   | Лос Анджелис Ацтекс (1)     | Маями Торос              | Лос Анджелис Ацтекс      | Пол Чайлд        | Алекс Пероли                   |
| 1975   | Тампа Бей Роудис (1)        | Портланд Тимбърс         | Портланд Тимбърс         | Стив Дейвид      | Еди Фирмани                    |
| 1976   | Торонто Метрос-Хърватия (1) | Минесота Кикс            | Тампа Бей Роудис         | Джорджо Киналия  | Домагой Капетанович            |
| 1977   | Космос (2)                  | Сиатъл Саундърс          | Форт Лодърдейл Страйкърс | Стив Дейвид      | Еди Фирмани                    |
| 1978   | Космос                      | Тампа Бей Роудис         | Космос                   | Джорджо Киналия  | Еди Фирмани                    |
| 1979   | Ванкурър Уайткепс (1)       | Тампа Бей Роудис         | Ню Йорк Космос           | Оскар Фабиани    | Тони Уейтърс                   |
| 1980   | Ню Йорк Космос (4)          | Форт Лодърдейл Страйкърс | Ню Йорк Космос           | Джорджо Киналия  | Хенес Вайсвейлер Ясин Йозденак |
| 1981   | Чикаго Стинг (1)            | Ню Йорк Космос           | Ню Йорк Космос           | Джорджо Киналия  | Уили Рой                       |
| 1982   | Ню Йорк Космос (5)          | Сиатъл Саундърс          | Ню Йорк Космос           | Джорджо Киналия  | Жулио Мазей                    |
| 1983   | Тулса Рауфнекс (1)          | Торонто Близард          | Ню Йорк Космос           | Роберто Кабаняс  | Тери Хенеси                    |
| 1984   | Чикаго Стинг (2)            | Торонто Близард          | Чикаго Стинг             | Стив Жунгул      | Уили Рой                       |